# 6165 Frolova
6165 Frolova eller 1978 PD3 är en asteroid i huvudbältet som upptäcktes den 8 augusti 1978 av den rysk-sovjetiske astronomen Nikolaj Tjernych vid Krims astrofysiska observatorium på Krim. Den har fått sitt namn efter Natalja Borisovna Frolova.
Den tillhör asteroidgruppen Vesta.